# Rum Punch (Roman)
Rum Punch ist ein Roman von Elmore Leonard aus dem Jahr 1992. Eine Verfilmung des Romans durch Quentin Tarantino erschien im Jahr 1997 unter dem Titel Jackie Brown mit Pam Grier in der Rolle von Jackie.

## Handlung
Rum Punch spielt in den Städten West Palm Beach und Miami im Süden Floridas und folgt Jackie Burke, einer 44-jährigen Flugbegleiterin einer Billigfluglinie, die illegal Bargeld aus Jamaika in die USA schmuggelt – für den Kleinkriminellen und angehenden Gangsterboss Ordell Robbie. Als Jackie beim Schmuggeln dieses „schmutzigen Geldes“ von US-Behörden erwischt und verhaftet wird, setzen diese sie mit der Aussicht auf Gefängnis und den Verlust ihres Jobs unter Druck, um sie als Lockvogel in ihrem Plan einzusetzen, Ordell zu überführen.
Als Ordell davon erfährt, zwingt er Jackie, die Polizei gezielt in die Irre zu führen und hinzuhalten – lange genug, damit sie den Rest seines „Ruhestandsgeldes“ in die USA schmuggeln kann.
Aussichtslos zwischen zwei ausweglosen Szenarien gefangen, die beide in lebenslanger Armut enden würden (da sie zu alt ist, um noch einmal von vorn anzufangen), entwickelt die verzweifelte Jackie einen eigenen geheimen und riskanten Plan: Sie will sowohl Ordell als auch die Polizei hintergehen, sich selbst retten und ihre Zukunft sichern. Um diesen Plan umzusetzen, muss Jackie die Hilfe von Max Cherry in Anspruch nehmen – dem Kautionsvermittler, den Ordell angeheuert hat, um Jackie aus dem Gefängnis zu holen. Louis Gara, ein langjähriger Komplize von Ordell, arbeitet mit Cherry zusammen und ist ebenfalls in den Waffenschmuggel verwickelt.